# 河池金城江机场
河池金城江机场是一座位於廣西壯族自治區河池市的支線機場，位于金城江区河池镇枫木村，距河池市区40公里，海拔677米，为目前广西境内海拔最高的机场。
河池机场建设总投资人民币85011.53万元。飞行区等级为4C，跑道长2200米，宽45米；滑行道长136.5米；货站面积350平方米；航站楼面积4621平方米；停车场面积2500平方米；高峰小时起降3架次，站坪面积为1.44万平方米，含2B1C共3个机位。
机场建设时削峰填谷，包括65座山头、23道沟壑，最大削降高度达70米多米，场址的三分之二面积都为填方，平均填方高度35米，最高挡墙60米，最高填方126米，最长边坡斜长252米。机场建成后，四周为高300米左右的悬崖和深沟，有「懸崖機場」之稱。
开航初期，河池机场将由华夏航空执行重庆-河池-海口航线，每周一、三、五、日通航，机型为CRJ900。

## 歷史
2006年5月获得立项批复；2008年12月3日正式开工建设；2013年11月21日民航专业工程竣工验收；2014年2月11日，河池金城江机场试飞成功；2014年8月28日，河池金城江机场通航并开通使用。

## 航点
2025夏秋航季
| 航空公司 | 目的地     |
| -------- | ---------- |
| 重庆航空 | 深圳、台州 |